# Čestmír Císař
Čestmír Císař (ur. 2 stycznia 1920 w Hostomicach, zm. 24 marca 2013 w Pradze) – czeski polityk, minister Czechosłowacji, przewodniczący czeskiej Rady Narodowej.

## Życiorys
W 1948 ukończył studia na Uniwersytecie Karola. Od 1945 należał do KPCz. W okresie od 20 września 1963 do 10 listopada 1965 był ministrem szkolnictwa i kultury w rządzie Jozefa Lenárta. Od 1968 do 1969 był przewodniczącym Czeskiej Rady Narodowej.